# Les Petites Annonces d'Élie
Les Petites Annonces d'Élie sont une série de vidéos humoristiques inspirées de Videokon des Inconnus, écrites, réalisées et interprétées par Élie Semoun et déclinées en plusieurs volumes, d'abord éditées en cassettes vidéo puis en DVD. Élie Semoun y apparaît en solo ou en compagnie de Franck Dubosc et de nombreux invités vedettes. La série prend la forme de parodies de petites annonces vidéo.
On retrouve Pascal Duchène, le compère des deux acteurs principaux, dans beaucoup de sketchs.

## Volumes

### Première édition en VHS
- 1995 : Les Petites Annonces d'Élie
- 1995 : Les Petites Annonces d'Élie - volume 2
- 1997 : Les Petites Annonces d'Élie - volume 3

### DVD
- 1998 : Les Petites Annonces d'Élie, la compil'
- 2000 : Élie annonce Semoun, 5e volume des petites annonces (55 petites annonces)
- 2002 : Les Petites Annonces d'Élie, l'intégrale, l'intégrale des 3 premiers volumes sorti en VHS à la fin des années 1990 et les inédits de la compil' des 3 premiers (167 petites annonces)
- 2003 : Élie annonce Semoun, la suite, 6e volume des petites annonces
- 2007 : Élie annonce Semoun, la suite de la suite, 7e volume des petites annonces (56 petites annonces)
- 2008 : Les Petites Annonces d'Élie, l'essentiel (avec Franck Dubosc) (plus de 160 petites annonces)
- 2014 : Élie annonce Semoun, l'intégrale (Élie annonce Semoun, La Suite et La Suite de la suite, coffret 3 DVDs)

## Personnages récurrents

### Première version (1995 - 2008)
- Kevina
- Julien
- Mikeline
- Mercedes & Janine
- M. Patel
- Cyprien (donnera lieu au film Cyprien en 2009)
- Toufik
- Kevin et Julien
- Les Frères Hé
- Gérard Saint Brice
- Les Rodriguez (père & fils)
- Gilles Pô
- L’alibitologue
- Jérôme Canin
- Marinette
- Les lanceurs de noyaux
- Hans Peter Mariol
- Bruno67
- David Chiffer
- Toufika & Rachida
- Demonio & Satania
- Jean Pathie

### Deuxième version (2015,C8)
- Carlos du Calvados
- Laurent de Lorient
- Léon de Lyon
- Anthony d'Antony
- Joël & Michel (Avec Gad Elmaleh)
- Alban d'Albi
- Damien d'Amiens
- Nour de Fribourg
- Rachida de Carpentras

### Troisième version (2017,W9)
- L'hophophopologue

## Invités
Dans toutes les petites annonces, en plus de Franck Dubosc et Pascal Duchêne, Élie Semoun fait intervenir des invités issus de la télévision, du monde du spectacle, du cinéma, de la radio.
Une liste non exhaustive des nombreux présents (par ordre alphabétique) :
- Arthur
- Yvan Attal
- Alexandre Astier
- Franck Bargine
- Maurice Barthélémy
- Jenifer Bartoli
- Ramzy Bedia
- Bérénice Bejo
- Dany Boon (plusieurs fois)
- Béatrice de la Boulaye
- Patrick Braoudé
- Dany Brillant
- Alain Chabat
- Julien Clerc
- Gérard Darmon
- Dave
- Jamel Debbouze
- Lorànt Deutsch
- Dieudonné
- David Douillet
- Michel Drucker
- Pascal Elbé
- Gad Elmaleh
- Dominique Farrugia
- Julie Ferrier
- Marina Foïs
- Thierry Frémont
- José Garcia
- Philippe Gildas
- Élodie Hesme
- Éric Judor
- Adriana Karembeu
- Atmen Kelif
- Sandrine Kiberlain
- Axelle Laffont
- Jonathan Lambert
- Catherine Lara
- Patrice Leconte
- Estelle Lefébure
- Romain Lévy
- Thierry Lhermitte
- Bernard Montiel
- Géraldine Nakache
- Manu Payet (plusieurs fois)
- Cristiana Reali
- Muriel Robin
- Jean-Paul Rouve
- Kool Shen
- Julie Snyder
- Laurent Stocker
- Laurent Voulzy
- Ophélie Winter
- Roschdy Zem

En outre, Élie Semoun fait jouer des acteurs non-professionnels dans ses sketchs, comme sa maquilleuse, Cécile Gentilin, qui joue Claudia, l'assistante pas très douée du magicien David Chiffer.
De nombreux techniciens (son, effets spéciaux) sont apparus à l'écran.

## Paternité contestée
Dans un entretien de septembre 2024 au média numérique  Legend, Dieudonné (ancien partenaire de scène d'Élie Semoun et producteur principal du duo) déclare que les Petites Annonces étaient un projet d'émission humoristique commune, vendue à France Télévisions.